# Rex Orange County
Alexander O'Connor, dit Rex Orange County, est un auteur-compositeur-interprète britannique né le 4 mai 1998 à Grayshott dans l'East Hampshire.
Son premier album, Bcos U Will Never B Free, sort en 2015.

## Biographie
Alexander O'Connor a grandi dans le Sud de l'Angleterre, chantant dans la chorale de son école et apprenant la batterie. Il développe très jeune un goût pour des artistes contemporains comme Queen, Stevie Wonder, Green Day et Weezer. Il est autodidacte : batteur, guitariste, pianiste et chanteur ; il parvient à intégrer à seize ans la Brit Academy de Londres d’où sont issus Adele, Amy Winehouse ou Loyle Carner.
En 2015, à l'âge de 17 ans, il termine son premier album Bcos U Will Never Be Free et le diffuse sur SoundCloud. Sa musique mélange des éléments de pop, de jazz, de hip-hop et même de la soul.
D'autres publications suivent. Il est contacté par le producteur de disques anglais Two Inch Punch (en) qui lui permet de sortir trois chansons (UNO, Best Friend, Sunflower). Il gagne également l'admiration de l'artiste américain Tyler, The Creator avec qui il collabore pour créer deux chansons : Boredom et Foreword (dans l'album Flower Boy de Tyler, The Creator).  En 2017, il sort son second album, Apricot Princess, qui connaît un grand succès (il est listé dans les charts Heatseekers aux États-Unis et se retrouve dans le top 10 des charts Indie). France Inter dit de lui en 2017 : « Le jeune Alex célèbre sa bien-aimée et l'amour qu'il lui porte dans une ferveur toute juvénile et fort rafraîchissante. »
En 2018, il signe avec le label de disques Sony Music et passe la première moitié de l'année à enregistrer et à voyager aux États-Unis, au Royaume-Uni et en Europe, jouant dans plusieurs grands festivals, dont Primavera Sound, All Points East, Melt, Lollapalooza et Reading & Leeds.
Rex Orange County a vu sa base de fans augmenter à 5 millions d'auditeurs mensuels sur Spotify seulement. Ce public très engagé l'a conduit à être soutenu par la plateforme dans le cadre de leur série RISE aux côtés de Jorja Smith en 2018, qui a vu le jeune chanteur enregistrer un duo spécial avec Randy Newman.
Lors du sondage du Sound of 2018 organisé par la BBC, il occupait la deuxième place du classement, derrière la chanteuse norvégienne Sigrid.
En octobre 2019, Alexander O'Connor sort son troisième album Pony avec Sony Music, qui se place dans le top 5 des Official Charts aux États-Unis et au Royaume-Uni.
Il sort WHO CARES? en mars 2022, soit le quatrième album à son nom et le deuxième avec Sony Music.

## Discographie

### Singles
- Uno (2016)
- Best Friend (2017)
- Sunflower (2017)
- Edition (2017)
- Loving Is Easy (2017)
- You've Got a Friend in Me ft. Randy Newman (2018)
- New House (2019)
- 10/10 (2019)
- Pluto Projector (2019)
- Keep it up (2022)
- Amazing (2022)
- Open a window ft. Tyler, The Creator (2022)
- Threat (2022)

### Figurant sur
- Boredom (single) - Tyler, the Creator (2017)
- Flower Boy - Tyler, the Creator (2017)
- Forever Always (single) - Peter Cottonale (2018)
- Blonded Midterms pt. II (DJ Mix) – Frank Ocean (2018)